# Lista delle composizioni di Mel Bonis

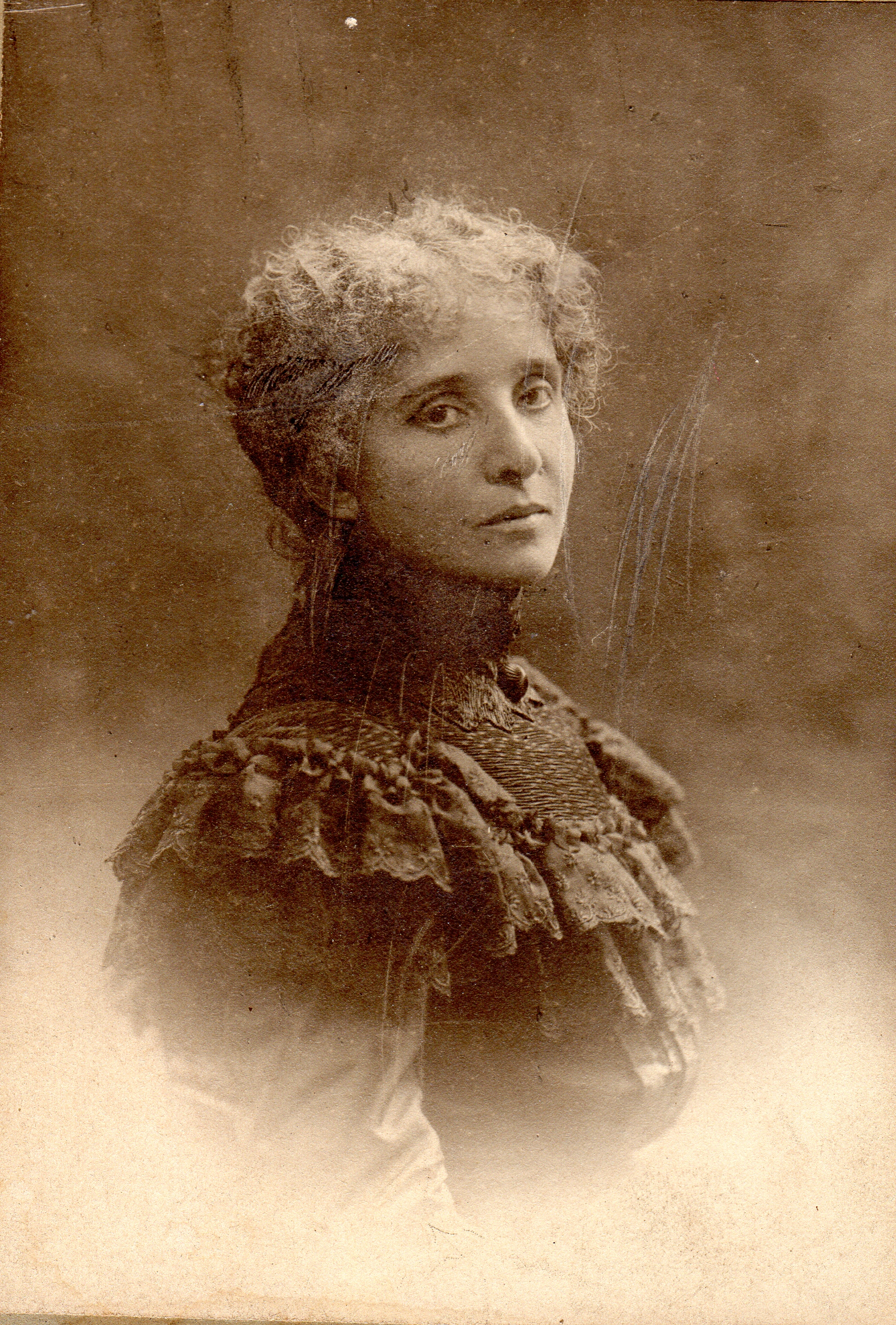
Mel Bonis nel 1900 circa

Questa lista riunisce le opere di Mel Bonis inserite nel catalogo redatto da Christine Géliot (musicista e pronipote della compositrice) per la prima volta nel 2005, ordinato per numero d'opera e basato sulla cronologia fino al numero 150 (secondo i manoscritti o secondo la prima edizione). In mancanza di indicazioni di data, i numeri giungono fino al 192.
La lista presente rispetta l'ultima edizione del catalogo, pubblicato nel 2020.

## Lista delle opere

### Op. 1-20
- Op. 1: Impromptu pour piano (pianoforte), ed. Armiane 2001, (ed. postuma), ms. 1881, titolo iniziale «mon premier morceau».
- Op. 2: Étiolles: valse pour piano (pianoforte), ed. L. Grus, 1884, firmato «M. Bonis».
- Op. 3: Sur la plage (canto e pianoforte) ed. L. Grus, 1884, versi di Amédée-Louis Hettich. con dedica per Arthur Cobalet.
- Op. 4: Villanelle (canto e pianoforte), ed. L. Grus, 1884, versi di Amédée-Louis Hettich. Dédica a Jean-Alexandre Talazac.
- Op. 5: Invocation (canto e pianoforte), ed. Armiane, 2001 (ed. postuma), versi di Édouard Guinand, ms. 1887.
- Op. 6: Viens (canto e pianoforte), ed. Armiane, 2002 (ed. postuma), versi i Édouard Guinand, ms. 1888.
- Op. 7: Rondo dans le genre ancien (pianoforte), ed. L. Grus, 1889
- Op. 8: Viennoise (pianoforte), Éditions Alphonse Leduc, 1893
- Op. 9: Près du ruisseau (pianoforte), ed. Leduc, 1894
- Op. 10: Prélude en mi bémol majeur (pianoforte), ed. V. Durdilly, 1889, in Cinq Pièces musicales.
- Op. 11: Gai printemps (impromptu) (pianoforte), ed. V. Durdilly, 1889, in Cinq Pièces musicales.
- Op. 12: Églogue (pianoforte), ed. V. Durdilly, 1889, in Cinq Pièces musicales.
- Op. 13: Aux champs (pianoforte), ed. V. Durdilly, 1889, in Cinq Pièces musicales.
- Op. 14: Menuet (pianoforte), ed. V. Durdilly, 1889, in Cinq Pièces musicales.
- Op. 15/1: Les Gitanos: valse espagnole (pianoforte), ed. Hamelle, 1892,
- Op. 15/2: Les Gitanos : valse espagnole (pianoforte a quattro mani), ed. Hamelle, 1892
- Op. 15/3: Les Gitanos : valse espagnole (orchestra), ed. Hamelle, 1904, Orchestrazione di Adolphe Gauwin.
- Op. 16: Nocturne (musica da camera), ed. Armiane, 2007 (ed. postuma), per violino, viola, violoncello e arpa o pianoforte.
- Op. 17: Berceuse (canto e pianoforte), ed. Armiane, 2003 (ed. postuma), versi di Édouard Guinand.
- Op. 18: Dès l'aube (canto e pianoforte), ed. Armiane, 2002 (ed. postuma), versi di Édouard Guinand.
- Op. 19: Pensées d'automne (pianoforte), ed. Leduc, 1894
- Op. 20: Noël pastoral (musica vocale religiosa),(a una voce), ed. Leduc, 1892, versi di Amédée-Louis Hettich.

### Op. 21-40
- Op. 21/1: Le Ruisseau (duo vocale per soprano e contralto con pianoforte), ed. Leduc, 1894, versi di Amédée-Louis Hettich.
- Op. 21/2: Le Ruisseau (per soprano, contralto e orchestra), ed. Furore, 2020 (ed. postuma) versi di Amédée-Louis Hettich.
- Op. 22: Élève-toi mon âme (per mezzosoprano o baritono e pianoforte), ed. E. Bretonneau, 1894, versi di Amédée-Louis Hettich.
- Op. 23/1: Berceuse (pianoforte), ed. Leduc, 1895
- Op. 23/2: Berceuse (pianoforte a quattro mani), inedito, ms. datato 1888.
- Op. 24: La Chanson du rouet (pianoforte), ed. Leduc, 1895
- Op. 25: Tambours et clairons: pas redoublé pour piano (pianoforte), ed. E. Baudoux, 1901
- Op. 26: Mazurka pour piano (pianoforte), ed. Leduc, 1896
- Op. 27: Ballade pour piano, (pianoforte), ed. Leduc, 1896
- Op. 28: Papillons (pianoforte), ed. Leduc, 1897, in Cinq Pièces.
- Op. 29: Romance sans paroles op. 29 (en la bémol majeur) (pianoforte), ed. Leduc, 1897, in Cinq Pièces.
- Op. 30: 'Phœbé (pianoforte), ed. Leduc, 1909
- Op. 31: Carillon mystique (pianoforte), ed. Leduc, 1898, con dedica per Raoul Pugno.
- Op. 32: Orientale: valse pour piano (pianoforte), ed. Leduc, 1898
- Op. 33/1: Méditation (pianoforte), ed. Leduc, 1905
- Op. 33/2: Méditation (per violoncello e pianoforte), ed. Leduc, 1899
- Op. 34: Soirs di antan (valse lente pour piano), (pianoforte), ed. Furore, 2014 (ed. postuma)
- Op. 35/1: Suite en forme de valse (pianoforte), ed. Leduc, 1898, 1. Ballabile
- Op. 35/2: Suite en forme de valse (pianoforte a quattro mani), ed. Leduc, 1898, 1. Ballabile
- Op. 35/3: Suite en forme de valse (orchestra), ed. Leduc, 1898, 1. Ballabile
- Op. 36/1: Suite en forme de valse (pianoforte), ed. Leduc, 1898, 2. Valse lente
- Op. 36/2: Suite en forme de valse, (pianoforte a quattro mani), ed. Leduc, 1898, 2. Valse lente
- Op. 36/3: Suite en forme de valse (orchestra), ed. Leduc, 1898, 2. Interlude et Valse lente
- Op. 37/1: Suite en forme de valse (pianoforte), ed. Leduc, 1898, 3. Danse sacrée
- Op. 37/2: Suite en forme de valse (pianoforte a quattro mani), ed. Leduc, 1898, 3. Danse sacrée
- Op. 37/3: Danse sacrée (orchestra), ed. Leduc, 1898, riedita in Suite en forme de valse, Furore, 2017.
- Op. 38/1: Suite en forme de valse (pianoforte), ed. Leduc, 1898, 4. Scherzo-Valse
- Op. 38/2: Suite en forme de valse (pianoforte a quattro mani), ed. Leduc, 1898, 4. Scherzo-Valse
- Op. 38/3: Suite en forme de valse (orchestra), ed. Leduc, 1898, 3. Scherzo-Valse
- Op. 39/2: Suite en forme de valse (pianoforte a quattro mani), ed. Leduc, 1898, 5. Interlude et Bacchanale
- Op. 40: Scherzo (due pianoforti), ed. Leduc, 1898

### Op. 41-60
- Op. 41: Barcarolle en si bémol majeur (pianoforte), ed. Furore, 2006 (ed. postuma), ms. datato 1899.
- Op. 42: Marionnettes (pianoforte), ed. Leduc, 1899
- Op. 43: Barcarolle-Étude in si bemolle maggiore (pianoforte), ed. Leduc, 1899
- Op. 44: Prière de Noël, musica vocale religiosa(a una voce), ed. Leduc, 1899, versi di Amédée-Louis Hettich.
- Op. 45: Regina coeli, musica vocale religiosa(due voci o coro), ed. Leduc, 1899, A due voci pari, con accompagnamento di pianoforte o arpa (organo, violino o violoncello ad lib.) in sol maggiore.
- Op. 46: Sérénade (violino, violoncello e pianoforte), ed. Leduc, 1899
- Op. 47: Veille de Noël (duo vocale con pf.), ed. L. Grus, 1900, dialogo e versi di Madeleine Pape-Carpantier.
- Op. 48/1: Suite orientale (pianoforte, violino e violoncello), ed. Durand-Salabert-Eschig, 1900, ms. datato 31 ottobre 1900; 3 movimenti: Prélude - Danse d'Almées - Ronde de nuit
- Op. 48/2: Suite orientale (orchestra), ed. Durand, in 3 movimenti: Prélude - Danse di Almées - Ronde de nuit, ms. dei due primi movimenti datato 1900; il terzo movimento è solo nelle parti separate. Ed. postuma Furore, 2019, come «Prélude et danse d'Almées».
- Op. 49: Reproche tendre (canto e pianoforte), ed. Leduc, 1901, versi di Amédée-Louis Hettich.
- Op. 50: O Salutaris (per baritono o mezzosoprano con accompagnamento di organo o harmonium, ed. Leduc, 1901
- Op. 51: Prélude pour piano in La bemolle maggiore (pianoforte), ed. Leduc, 1901, dedicato a Antonin Marmontel.
- Op. 52: L'Escarpolette: valse pour piano (pianoforte), ed. Leduc, 1901
- Op. 53: Madrigal (per coro a due voci e solista), Hachette, 1901, versi di Madeleine Pape-Carpantier.
- Op. 54/1: Noël de la Vierge Marie, (Berceuse per voce e organo), ed. Hachette, 1901, versi di Madeleine Pape-Carpantier.
- Op. 54/2: Noël de la Vierge Marie (per voce e orchestra), ed. Furore, 2019 (ed. postuma), versi di Madeleine Pape-Carpantier; ms. datato 1905.
- Op. 55: Pourriez-vous pas me dire? (canto e pianoforte), ed. Leduc, 1901, versi di Amédée-Louis Hettich.
- Op. 56: Romance sans paroles en sol bémol majeur (pianoforte), ed. Henry Lemoine, 1905
- Op. 57: Berceuse de Noël pour les enfants (musica vocale religiosa a una voce), 1903, versi di Mel Bonis sotto lo pseudonimo L. de Poul Ar-Feuntun (1a editzone) o di Léon Rimbault (2a edizion: L. Grus, 1904).
- Op. 58: La Mer! Mélodie italienne (canto e pianoforte), 1903, arrangiata da Mel Bonis come (Poul-Ar-Feuntun). Due versioni:

1. Per tenore o soprano (in ré bémol)
2. Per mezzo-soprano o baritono (in si bémol)

- Op. 59: Suite pour flûte, violon et piano (Musica da camera), ed. Eugène Demets, 1903, con dedica per Charles Malherbe]; 3 movimenti: Sérénade, Pastorale, Scherzo
- Op. 60: À Suzanne! (musica strumentale di un poema di Cécile Guinand per pianoforte e voce recitante), ed. Demets, 1904, con dedica per Léon Brémont.

### Op. 61-80
- Op. 61: Sorrente! (musica strumentale di un poema di Cécile Guinand per pianoforte e voce recitante), ed. Demets, 1904, con dedica per Léon Brémont.
- Op. 62/1: Bourrée (pianoforte), ed. Demets, 1904
- Op. 62/2: Bourrée (orchestra), ed. Demets, 1904, riedita in Trois danses pour orchestre, Furore, 2019.
- Op. 63: Largo en mi majeur attribué à Haendel, (trascrizione per violino e pianoforte), ed. Demets, 1904
- Op. 64: Sonate pour piano et flûte en ut dièse mineur (musica da camera), ed. Demets, 1904, con dedica per Louis Fleury; 4 movimenti: Andantino con moto, Scherzo vivace, Adagio, Finale moderato
- Op. 65: Adagio en mi bémol mineur (organo), ed. Carrara, 1971 (ed. postuma), con dedica per Henri Letocart.
- Op. 66: Le Moustique (pianoforte), ed. Demets, 1904
- Op. 67: Sonate pour piano et violoncelle en fa majeur (musica da camera), ed. Demets, 1905, 2 movimenti: Moderato quasi Andante, Très lent: Final
- Op. 68: Ave Maria (per mezzosoprano o baritono e organo), ed. Demets, 1904
- Op. 69: Quatuor no 1 en si bémol pour piano, violon, alto, violoncelle (musica da camera), ed. Demets, 1905, 4 movimenti: Moderato, Intermezzo, Adagio, Final
- Op. 70: Black pearl, habanera pour piano (pianoforte), ed. Demets, 1905, con lo pseudonimo di Pierre Domange.
- Op. 71: Barcarolle pour piano [in mi bemolle maggiore (pianoforte), ed. Demets, 1906
- Op. 72/1: Fantaisie Settimino per pianoforte, due flauti, due violini, viola, violoncello), ed. Kossack, 2003(ed. postuma) 3 movimenti: Modéré, Scherzo, Très vif; ms. datato 1906; edizione moderna con il nome Septett.
- Op. 72/2: Fantaisie (pianoforte e orchestra), ricostruzione della parte orchestrale di Yves Henry; 3 movimenti: Modéré, Scherzo, Très vif
- Op. 73: Allons prier! Hymne à Marie (per voci acute e pianoforte o organo), ed. Hamelle, 1906, parole dell'abate Léon Rimbault. Ms. datato 1905.
- Op. 74: L'Oiseau bleu (duo vocale per soprano e contralto o coro con organo o pianoforte), ed. Hamelle, 1905, versi di Amédée-Louis Hettich.
- Op. 75: Épithalame, (coro per soprani e contralti con pianoforte), ed. Demets, 1907, versi di Victor Hugo; con dedica per Jane Arger.
- Op. 76: Soir! Matin! (trio per pianoforte, violino e violoncello), ed. Demets, 1907
- Op. 77: Un soir (per mezzo-soprano e pianoforte), ed. Armiane, 1998 (ed. postuma), °°°versi di Anne Osmont. Ms. datato 1908.
- Op. 78: Andante religioso (violino e pianoforte), ed. Henry Lemoine, 2019 (ed. postuma), accompagnamento: ms. datato 1910; partitura del violino datata 1909; ed. moderna in Trois pièces pour violon et piano.
- Op. 79: Le Dernier Souvenir (canto e pianoforte), ed. Fortin-Armiane, 2014 (ed. postuma), versi de Leconte de Lisle. Ms. 1909.
- Op. 80: Viviane (pianoforte), ed. Leduc, 1909

### Op. 81-100
- Op. 81/1: Pavane (pianoforte), ed. Demets, 1909
- Op. 81/2: Pavane (pianoforte a quattro mani), ed. L'Illustration, 1904
- Op. 81/3: Pavane (orchestra), ed. Demets, 1909; riedita in Trois danses pour orchestre, Furore, 2019.
- Op. 82/1: Sarabande (pianoforte), ed. Demets, 1909
- Op. 82/2: Sarabande (orchestra), ed. Demets, 1909, riedita in Trois danses pour orchestre, Furore, 2019.
- Op. 83: Largo en mi bémol (violino e pianoforte), ed. Henry Lemoine, 2019 (ed. postuma), ms. s. d. edizione moderna in Trois pièces pour violon et piano.
- Op. 84: Allegretto ma non troppo (per violino e pianoforte), ed. Henry Lemoine, 2019 (ed. postuma), accompagnamento ms. datato 1910 e partitura violino datata 1904; edizione moderna in Trois pièces pour violon et piano.
- Op. 85: Variations (due pianoforti), ed. Hachette, 1901
- Op. 86: Omphale (pianoforte), ed. N. Simrock, 1910
- Op. 87: Six Valses-Caprice (pianoforte a 4 mani), ed. Poulalion, 1911
- Op. 88: Immortelle tendresse (canto e pianoforte), ed. Demets, 1910, versi di André Godard. Ms datato 1910.
- Op. 89: Écho (pianoforte), ed. Maurice Senart, 1910, (con lo pseudonimo Henry Wladimir Liadoff).
- Op. 90: Narcisse (pianoforte), ed. Sénart, 1910, (come Henry Wladimir Liadoff).
- Op. 91: Trois mélodies pour ténor (canto e pianoforte), ed. Armiane, 2001 (ed. postuma), versi di Maurice Bouchor. 1. Viola; 2. Sauvez-moi; 3. Vers le pur amour. (Ms. Viola datato 1914, ms. Sauvez-moi datato 1913. Edizione moderna intitolata Songe per Vers le pur amour).
- Op. 92: Scènes enfantines (pianoforte), ed. Demets, 1912, 8 pièces.
- Op. 93/1: Le Chat sur le toit (nocturne) (voce e pianoforte), ed. Sénart, 1925, versi di Robert du Costal. con dedica per Gabriel Paulet. ms. datato 1912.
- Op. 93/2: Le Chat sur le toit (nocturne) (voce e orchestra), ed. Furore, 2020 (ed. postuma), versi di Robert du Costal. con dedica per Gabriel Paulet. Versione in re maggiore.
- Op. 94: Chanson di amour', (canto e pianoforte), ed. Armiane, 2002 (ed. postuma), versi di Maurice Bouchor. Ms. datato 1912.
- Op. 95: Moderato pour grand orgue (organo), ed. Carrara, 1971 (ed. postuma), Ms. datato 1931.
- Op. 96: Sortie (organo o harmonium), ed. La Musique sacrée s. d.
- Op. 97: Toccata en sol (organo o harmonium), ed. La Musique sacrée, 1934.
- Op. 98: Prélude et Fuguette (organo), ed. Armiane, 2011 (ed. postuma), Ms. datato 1913-1914; trascrizione dei primi pezzi della Suite dans le style ancien (op. 127).
- Op: 99: L'Ange gardien (pianoforte), ed. Armiane, 2001 (ed. postuma), Ms. datato 1913, con nota di non pubblicare..
- Op. 100/1: Salomé (pianoforte), ed. Leduc, 1909
- Op. 100/2: Salomé (orchestra), ed. Furore, 2018 (ed. postuma), In Trois Femmes de légende.

### Op. 101-121
- Op. 101: Desdemona (pianoforte), ed. Leduc, 1913
- Op. 102: Il pleut (pianoforte), ed. Sénart, 1913
- Op. 103: Album pour les tout-petits (pianoforte), ed. Philippo, 1913 (20 brani)
- Op. 104: Ronde des marionnettes (coro), ed. Poulalion, 1913, versi di Mel Bonis.
- Op. 105: Prière (organo o harmonium), Procure de musique religieuse, 1913
- Op. 106: Deux Petites Pièces (violino e pianoforte), ed. Armiane, 2008 (ed. postuma), Ms. datato 1914.
- Op. 107: La Cathédrale blessée (pianoforte), ed. Max Eschig, 1929, Ms. datato 1915.
- Op. 108: Air vaudois (flauto e pianoforte), ed. Kossack, 2000 (ed. postuma), Ms. datato 1916.
- Op. 109: Mélisande (pianoforte), ed. Leduc, 1925, Ms. datato 1922.
- Op. 110: Élégie sur le mode antique (canto e pianoforte), ed. Hamelle, 1918, versi di Paul Rivollet.
- Op. 111: Au Crépuscule (pianoforte), ed. Hamelle, 1923
- Op. 112: Sonate pour violon et piano, ed. Sénart, 1923, 4 movimenti: Moderato, Presto, Lento, Finale con moto.
- Op. 113: Deux Pièces pour piano, ed. Sénart, 1924, Ms. datato 1922

1. Chevaux de bois
2. Pavane à Ninine

- Op: 114: Suite en ut majeur (violino e pianoforte), ed. Furore, 2006 (ed. postuma), Ms. (2) 1926, 3 movimenti: Jour de fête, Idylle (ou Sous la ramée), Cortège champêtre;
- Op. 115: Près du moulin, (pianoforte), ed. Sénart, 1925,
- Op. 116: Dix-Sept Pièces enfantines pour piano, ed. Eschig, 1926
- Op. 117/1: Cinq Petites Pièces pour piano, ed. Sénart, 1929, 1. Une flûte soupire ; Ms. datato 1928.
- Op. 117/2: Une flûte soupire (trascrizione per flauto e pianoforte), ed. Sénart, 1936,
- Op. 118: Cinq Petites Pièces pour piano, ed. Sénart, 1929, 2. Berceuse triste; Ms. datato 1927.
- Op. 119: Cinq Petites Pièces pour piano, ed. Sénart, 1929, 3. Boston valse (ou Valse lente); Ms. datato 1928.
- Op. 120: Cinq Petites Pièces pour piano, ed. Sénart, 1929, 4. Agitato; Ms. datato 1928.
- Op. 121: Cinq Petites Pièces pour piano, ed. Sénart, 1929, 5. Cloches lointaines ; Ms. datato 1927.

### Op. 122-140
- Op. 122: Cantique à Marie (tenore o soprano, acc. pianoforte o arpa e organo ad libitum), ed. Armiane, 2005(ed. postuma), Testo anonimo; Ms. datato 1927, «à l'occasion de la guérison de Claude».
- Op. 123: Scènes de la forêt (flauto, corno e pianoforte o arpa), ed. Kossack, 2001(ed. postuma), 4 movimenti: Nocturne - À l'aube - Invocation - Pour Artémis
- Op. 124: Quatuor avec piano no 2, ed. L'auteur (dépôt chez Hamelle) 1927, con dedica per Gabriel Pierné. 4 movimenti: Moderato - Allegretto - Lento - Allegro.
- Op. 125: Sevilliana (pianoforte), ed. Eschig, 1928
- Op. 126: Miocheries, 14 pièces enfantines, (pianoforte), ed. Eschig, 1928
- Op. 127/1: Suite dans le style ancien (flauto, violino, viola o clarinetto e pianoforte), ed. Kossack, 2006(ed. postuma), con dedica per Joseph Ermend Bonnal. 4 movimenti: Prélude - Choral - Fuguette - Divertissement
- Op. 127/2: Suite dans le style ancien (pianoforte a quattro mani), Manoscritto.
- Op. 127/3: Suite pour instruments à vent, (2flauti, oboe, clarinetto, corno in "la" e due fagotti), ed. Eschig, 1958, 4 movimenti: Prélude - Fuguette - Choral - Badinage
- Op. 128: Chant nuptial (violino, pianoforte o arpa e organo ad libitum), ed. Hamelle, 1928, Ms. datato 1926.
- Op. 129: Ariel (pianoforte), ed. Furore, 2006(ed. postuma), con pseudonimo Melàs Bonisouffsky; ms. datato 1925.
- Op. 130: Six Pièces à quatre mains (dont deux très faciles), ed. Eschig, 1930
- Op. 131: O Salutaris (coro SABT e organo), ed. P. Schneider, 1930
- Op. 132: Sub Tuum (coro di sopraani e contralti con organo), ed. P. Schneider, 1930 Ms. datato 1921.
- Op. 133: Andante et Allegro (flauto e pianoforte), ed. P. Schneider, 1930, Due manoscritti: 1927 e 1929.
- Op. 134: Barcarolle op. 134 en sol bémol majeur (pianoforte), Inedito. Ms. datato 1930.
- Op. 135: Couboulambou à Paris (canto e pianoforte), Inedito. Con lo pseudonimo di Jacques Normandin. Testo anonimo. Ms. datato 1930.
- Op. 136: Étude en sol bémol majeur (pianoforte), ed. Armiane, 1999 (ed. postuma). Ms. datato 1927.
- Op. 137: Chanson catalane (canto e pianoforte, voce media), ed. Fortin Armiane, 2014 (ed. postuma). Testo anonimo. Ms. datato 1931.
- Op. 138: Dolorosa: In memoriam (pianoforte), ed. Armiane, 1999 (ed. postuma). Ms. datato 1932.
- Op. 139: Choral pour grand orgue en si bémol majeur (organo), ed. La Musique sacrée, 1937, con dedica per Ermend Bonnal.
- Op. 140: Prélude en ut mineur (Prière, Andante religioso) (organo), ed. Carrara, 1933. Ms. datato 1906.

### Op. 141-160
- Op. 141: Prélude en sol mineur (organo), ed. Carrara, 1933
- Op. 142: Deux cantiques de première communion (solo o coro a una voce con organo o pianoforte), ed. Hamelle, 1934, 1. Troupe innocente
- Op. 143: Noël ancien (musica vocale a due voci con organo o pianoforte), ed. Hamelle, 1934
- Op. 144: Cantique de Jean Racine (coro SATB, soprano o tenore, organo e arpa), ed. Eschig, 1977 (ed. postuma). Ms. datato 1934.
- Op. 145: Panis angelicus, (per soprano o tenore in coro con organo), ed. Delepine, 1935
- Op. 146: Deux cantiques de première communion (solo o coro a una voce con organo o pianoforte), ed. Hamelle, 1934, 2. Ô mystère di amour. Ms. datato 1933
- Op. 147: Élévation ou Communion en ré majeur (organo), ed. Schola Cantorum de Paris, 1936. Due manoscritti: in Re bemolle maggiore, 1928; in Re maggiore, 1936.
- Op. 148: Neuf Pièces faciles pour piano, ed. Eschig, 1936
- Op. 149: Communion (Adoro te) (organo o harmonium), ed. La Musique sacrée, 1937
- Op. 150: Adoro te (coro SATB a cappella), ed. Armiane, 1998 (ed. postuma). Ms. con nota: «envoyé à Carrara, 1933».
- Op. 151: Communion (ou Invocation) (organo), ed. Schola cantorum, 1935. Trascrizione del Prélude en mi bémol majeur per pianoforte (op. 10).
- Op. 152: Quasi Andante (organo o harmonium), ed. Carrara, 1933. Ms. datato 1928.
- Op. 153: Élévation ou Communion en sol majeur (organo o harmonium), ed. Schola cantorum, 1935; in Trois pièces.
- Op. 154: Allegretto (ou Prélude) en mi bémol majeur (organo o harmonium), ed. Schola cantorum, 1935
- Op. 155: Verset (organo o harmonium), ed. Armiane, 2011(ed. postuma)
- Op. 156: Pastorale, (organo), ed. Carrara, 1971(ed. postuma). Ms. datato 1933, con nota: «ne pas éditer»; trascrizione del brano per pianoforte Aux champs (op. 13).
- Op. 157: Pièce en ut majeur (Contemplation), (organo), ed. Schola cantorum, 1935. Ms. datato 1935.
- Op. 158: Cortège nuptial (organo o harmonium), ed. Carrara, 1933,
- Op. 159: Improvisation (ou Allegretto) (organo o harmonium), ed. Carrara, 1971(ed. postuma)
- Op. 160: Élévation en mi bémol majeur (organo), ed. Carrara, 1971(ed. postuma)

### Op. 161-180
- Op. 161: Quasi Marcia (organo), ed. Carrara, 1971(ed. postuma). Ms. datato 1934.
- Op. 162: Moderato en sol (organo), ed. Carrara, 1935
- Op. 163: Inviolata (coro a cappella SATB), ed. Armiane, 2000(ed. postuma). Ms. datato 1920.
- Op. 164: Messe a capella (coro a cappella SATB), ed. Armiane, 1998(ed. postuma); 4 movimenti: Kyrie - Gloria - Sanctus - Agnus Dei. Editzone moderna con il titolo Messe à la Sérénité.
- Op. 165/1: Ophélie (pianoforte), ed. Armiane, 1998(ed. postuma)
- Op. 165/2: Ophélie (orchestra), ed. Furore, 2018(ed. postuma)
- Op. 166/1: Ave verum (coro SABT e organo), ed. Armiane, 1998(ed. postuma)
- Op. 166/2: Ave verum (soprano, tenore e organo), Inedito
- Op. 167: Tantum ergo (coro SATB a cappella), ed. Armiane, 2000(ed. postuma)
- Op. 168: Tantum ergo (coro a tre voci maschili a cappella), ed. Armiane, 1999(ed. postuma). Ms. datato 1915
- Op. 169: Salve Regina (coro di soprani e contralti e organo), ed. Armiane, 2000(ed. postuma), con dedica per l'abbé Gardette.
- Op. 170: Kyrie en fa dièse mineur (coro SATB a cappella), ed. Armiane, 2001(ed. postuma)
- Op. 171: Mirage (canto e pianoforte, voce media), ed. Armiane, 2000(ed. postuma), versi di Édouard Guinand.
- Op. 172: Chanson de printemps (canto e pianoforte, voce media), ed. Armiane, 2002(ed. postuma), versi di Mel Bonis o di Édouard Guinand.
- Op. 173: Andante religioso (organo), ed. Armiane, 2011(ed. postuma)
- Op. 174: Vestiaire (2 chansons) (canto e pianoforte, voce media). Inedito. Sotto lo pseudonimo Fricoto Pusslink; testo anonimo. 1. L'éléphant; 2. Championnat;
- Op. 175: Au clair de la lune (coro SABT e soprano solista). Inedito.
- Op. 176: Second Ave Maria (per soprano e tenore con organo), Inedito.
- Op. 177: Boléro (pianoforte), ed. Furore, 2014(ed. postuma). Ms. datato 1932.
- Op. 178: Don Galaor (voce media e pianoforte), ed. Hamelle, 1933.Trascrizione di una canzone di L. Clapisson (1854), parole di Adolphe de Leuven..
- Op. 179: Idylle (organo), ed. Armiane, 2011(ed. postuma).Ms s. d. con nota: «ne pas éditer».
- Op. 180/1: Le Songe de Cléopâtre (pianoforte a quattro mani), ed. Furore, 2009(ed. postuma). Ms abbozzo, riduzione a quattro mani, firmato H. V. Liadoff, 1909..
- Op. 180/2: Le Songe de Cléopâtre (orchestra), ed. Eschig, s. d., ed. postum Furore, 2018, in Trois Femmes de légende.

### Op. 181-192
- Op. 181: Mazurka-Ballet (pianoforte), ed. Furore, 2015(ed. postuma)

Con lo pseudonimo Pierre Domange.
- Op. 182: Offertoire (grand chœur) (organo), ed. Armiane, 2011(ed. postuma)
- Op. 183: Offertoire (organo), ed. Armiane, 2011(ed. postuma). Ms s. d., con nota «ne me plaît guère».
- Op. 184: Rondeau en forme de canon (coro a tre voci pari). Inedito, versi di A. Dupont
- Op. 185: Symphonie burlesque (suite per percussioni, fiati e pianoforte), ed. Fortin, 2016(ed. postuma); 4 movimenti: En ballade - Pique-nique - Pastorale -  Retour.
- Op. 186: Diamant noir (pianoforte), ed. Furore, 2014(ed. postuma). Con lo pseudonimo di Édouard Domange.
- Op. 187: Scherzo (ou Final) (flauto e pianoforte), ed. Kossack, 2008(ed. postuma). Ms intitolato «Final»; probabilmente l'ultimo movimento di un'opera per flauto e pianoforte perduta.
- Op. 188: O Salutaris (per tenore, baritono, organo e violino "ad libitum"), ed. Fortin Armiane, 2014(ed. postuma). Ms. datato 1893.
- Op. 189: Pièce pour flûte et piano ed. Kossack, 2000(ed. postuma). Ms s. d., con nota «opus 1».
- Op. 190: Boléro (soprano solista e coro di voci medie), ed. L. Grus, 1900. Con lo pseudonimo di Juan Sanchez, versi di Jules Ruelle.
- Op. 191: Le Moulin (coro di soprani e contralti, pianoforte), ed. Hamelle, 1886, versi di Édouard Guinand.
- Op. 192: Soir (pianoforte, violino e violoncello).